# Burgstetten
Burgstetten település Németországban, azon belül Baden-Württembergben. Lakosainak száma 3714 fő (2023. december 31.).

## Népesség
A település népessége az elmúlt években az alábbi módon változott:
| Lakosok száma | 2262 | 2632 | 2933 | 2959 | 2968 | 3164 | 3358 | 3437 | 3582 | 3714 |
|               | 1961 | 1967 | 1974 | 1980 | 1987 | 1993 | 2000 | 2006 | 2013 | 2023 |